# Efraín Morales
Efraín Andrés Morales Badillo (Decatur, Georgia, Estados Unidos, 4 de marzo de 2004) es un futbolista estadounidense de ascendencia boliviana y puertorriqueña. que juega en la demarcación de defensa y su equipo actual es el CF Montréal de la Major League Soccer.Es internacional absoluto con la selección Boliviana

## Trayectoria
Morales entró a las inferiores del Atlanta United de la MLS en 2016. Firmó un contrato de jugador de cantera con el club el 13 de agosto de 2020.
Debutó por el Atlanta United 2, equipo reserva del club, el 15 de agosto de 2020 contra el Charleston Battery por la USL Championship.

## Selección nacional
Morales nació en Estados Unidos, hijo de padre boliviano y madre puertorriqueña.
El defensor formó parte de los equipo sub-15 y sub-17 de los  Estados Unidos.
En una entrevista, el jugador declaró sus intenciones de representar a Bolivia a nivel internacional.

## Estadísticas
Actualizado al último partido disputado el 13 de agosto de 2023.
| Club                            | Div.          | Temporada     | Liga  | Liga  | Copas nacionales | Copas nacionales | Copas internacionales | Copas internacionales | Total | Total |
| Club                            | Div.          | Temporada     | Part. | Goles | Part.            | Goles            | Part.                 | Goles                 | Part. | Goles |
| ------------------------------- | ------------- | ------------- | ----- | ----- | ---------------- | ---------------- | --------------------- | --------------------- | ----- | ----- |
| Atlanta United 2 Estados Unidos | 2.ª           | 2020          | 4     | 1     | -                | -                | -                     | -                     | 4     | 1     |
| Atlanta United 2 Estados Unidos | 2.ª           | 2021          | 6     | 0     | -                | -                | -                     | -                     | 6     | 0     |
| Atlanta United 2 Estados Unidos | 2.ª           | 2022          | 24    | 0     | -                | -                | -                     | -                     | 24    | 0     |
| Atlanta United 2 Estados Unidos | 3.ª           | 2023          | 20    | 1     | -                | -                | -                     | -                     | 20    | 1     |
| Atlanta United 2 Estados Unidos | Total club    | Total club    | 54    | 2     | 0                | 0                | 0                     | 0                     | 54    | 2     |
| Total carrera                   | Total carrera | Total carrera | 54    | 2     | 0                | 0                | 0                     | 0                     | 54    | 2     |